# Destacamento de Apoio Naval dos Estados Unidos em São Paulo
O Destacamento de Apoio Naval dos Estados Unidos em São Paulo (United States Naval Support Detachment, São Paulo) é um Destacamento do Corpo de Fuzileiros Navais dos EUA baseado na cidade de São Paulo, Brasil. A unidade militar pertence à jurisdição da Quarta Frota da Marinha dos EUA, responsável pela região do Atlântico Sul e Caribe, qual foi reativada em 1 de julho de 2008.
Em 4 de julho de 2011, em um evento organizado pelo Consulado Geral dos EUA em São Paulo objetivando em celebrar o 235º aniversário do Dia da Independência, o Destacamento de Apoio Naval dos EUA em São Paulo apresentou as bandeiras para os convidados, que incluíram muitas autoridades brasileiras, entre as quais o prefeito de São Paulo Gilberto Kassab, e o senador brasileiro Eduardo Suplicy.
O Destacamento de Apoio Naval dos EUA em São Paulo é também mencionado em listas de instalações militares dos EUA além-mar.